# Sofija Gubajdulina
Sofija Asgatovna Gubajdulina (ryska: София Асгатовна Губайдулина), född 24 oktober 1931 i Tjistopol i Tatarstan i dåvarande Sovjetunionen, död 13 mars 2025 i Hamburg, Tyskland, var en rysk kompositör. Hon räknas tillsammans med bland andra Schnittke och Denisov till förgrundsfigurerna inom den ryska moderna konstmusiken. Hon invaldes 1995 som ledamot av Kungliga Musikaliska Akademien och var ledamot av de musikaliska akademierna i Hamburg och Frankfurt.

## Biografi
Gubajdulina studerade piano och komposition under Grigorij Kogan och tog examen vid musikkonservatoriet i Kazan. Sedan följde kompositionsstudier vid Moskvakonservatoriet under Nikolaj Pejko (assistent till Sjostakovitj) från 1954 till 1959 och under Vissarion Sjebalin till 1963, där hon detta år tog examen.
Gubajdulina började sin karriär som tonsättare 1963. 1975 grundade hon Astreja-ensemblen tillsammans med Vjatjeslav Artjomov och Viktor Suslin. Ensemblen specialiserade sig på avantgardistisk improvisation samt bevarande och utveckling av folkmusiken i Kaukasien och de asiatiska delarna av Ryssland.
I sin egen musik har Gubajdulina kommit att inspireras av alla former av rituell musik samt främst kristen och orientalisk mystik. Kompositionerna befinner sig ofta i spänningsfältet mellan "noterad" improvisation och seriell musik inom modernism. Tre av musikens kännetecken är massiva tonkluster, kraftfulla accenter samt hastiga och accelererande växlingar i halvtonsintervaller.
Sedan 1992 bodde Gubajdulina i  Tyskland, i utkanten av Hamburg.
År 2002 erhöll hon Polarpriset.

## Kompositioner (urval)
Se även Verklista för Sofija Gubajdulina.
- Quatuor à cordes n° 1 för stråkkvartett (1971)
- In croce för cello och ackordeon (1979–92)
- Offertorium för violin och orkester (1980)
- Sieben Worte för cello, ackordeon och stråkar (1982)
- Hommage à Marina Tsvetayeva för kör (1984)
- Hommage à T.S. Eliot för oktett och sopran (1987)
- Quatuor à cordes n° 2 för stråkkvartett (1987)
- Quatuor à cordes n° 3 för stråkkvartett (1987)
- Trio för violin, viola och cello (1988)
- In Erwartung för saxofonkvartett och sex slagverkare (1994)
- Concerto för violin och orkester (1996)
- The Canticle of the Sun by St Francis of Assisi för cello, kör och slagverk (1997)